# Colobogaster quadriimpressa
Colobogaster quadriimpressa es una especie de escarabajo del género Colobogaster, familia Buprestidae. Fue descrita científicamente por Thomson en 1878.